# انجمن تفنگداران
انجمن تفنگداران (لهستانی: Związek Strzelecki) یک سازمان شبه‌نظامی فرهنگی و آموزشی لهستانی بود که در سال ۱۹۱۰ در لووف تأسیس یافت و بعد از فروپاشی کمونیسم در لهستان در سال ۱۹۹۱ دوباره ایجاد گشت.
یکی از وظایف مهم انجمن تفنگداران آموزش نظامی جوانان لهستانی بود و این انجمن توانست پیش از آغاز جنگ جهانی اول نزدیک به ۸٬۰۰۰ نفر را آموزش بدهد که بعدها این افراد پایه‌های اصلی ایجاد هنگ‌های لهستانی در جنگ جهانی اول شدند.

## ۱۹۱۰–۱۹۱۸

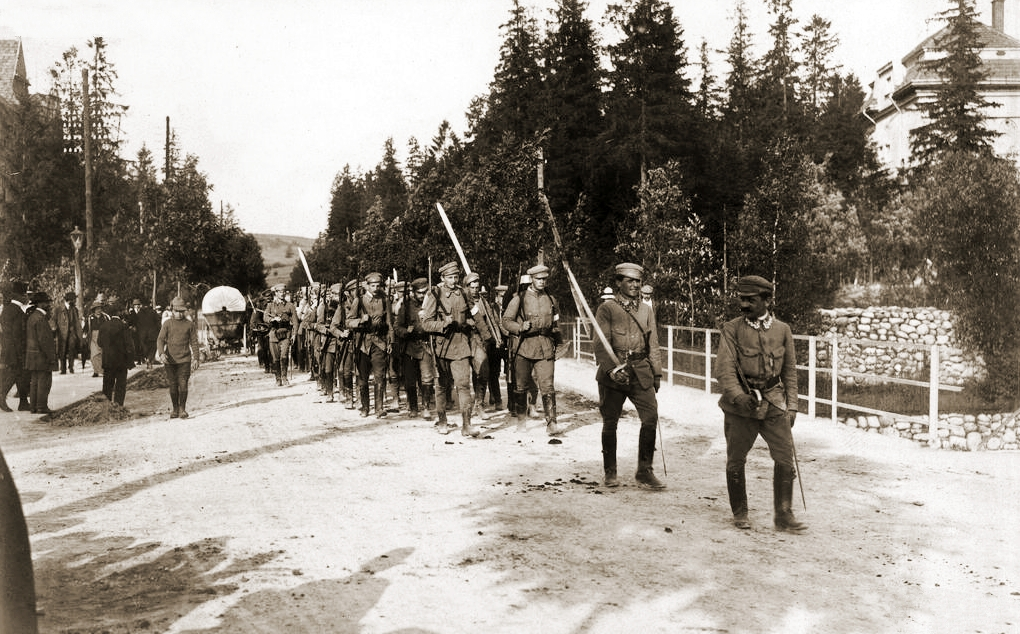
تمرین اعضا انجمن تفنگداران در زکوپانا، سال ۱۹۱۳.

در سال ۱۹۱۰ و به ابتکار اتحادیه مبارزه فعال، دو سازمان شبه‌نظامی قانونی در گالیسیای اتریش ایجاد شدند. این دو سازمان شامل انجمن تفنگداران در لووف و جامعه تفنگداران در کراکوف بودند. در سال ۱۹۱۲ این دو سازمان تحت فرماندهی انجمن تفنگداران با هم ترکیب شدند که رهبری آنان بر عهده یوزف پیلسودسکی و کایزیمیر سوسنکوفسکی بود.
فعالیت این سازمان در امپراتوری آلمان غیرقانونی بود اما در امپراتوری اتریش-مجارستان، دولت به امید اینکه اعضا آموزش دیده این سازمان در جنگ احتمال با امپراتوری روسیه به کمک خواهند آمد از ایشان حمایت می‌کرد. در نتیجه دوره‌های آموزش نظامی در گالیسیای اتریش سازماندهی شد که دانشجویان دانشگاه یاگیلونیا کراکوف از فعال‌ترین اعضا این دوره‌ها بودند. در تابستان ۱۹۱۴ انجمن تفنگداران ۶۴۴۹ عضو آموزش دیده و جوخه تفنگداران لهستانی ۴۰۰۰ عضو آموزش دیده داشت.

## ۱۹۱۸–۱۹۴۰
در دوران جمهوری دوم لهستان فعالیت انجمت تفنگداران معطوف به نواحی روستایی و جوانان طبقه پایین شهری گشت که تحت نظارت وزارت دفاع برای آن‌ها کلاس‌های آموزشی ورزشی، درسی و نظامی برگزار می‌نمود. انجمن تفنگداران ۳۰۰۰ حوزه محلی در ۱۵ ناحیه داشت و از کتابخانه‌ها، سالن‌های ورزشی، گروه موسیقی و … مخصوص خود برخوردار بود. در سال ۱۹۳۹ این سازمان نزدیک به ۵۰۰٬۰۰۰ عضو داشت.
با اشغال لهستان در سال ۱۹۳۹ اعضا پیشین انجمن تفنگداران گروه‌های مختلف زیرزمینی را تشکیل دادند که با ادغام آن‌ها اتحادیه مبارزه مسلحانه ایجاد شد.

## امروزه
پس از سقوط دولت کمونیستی در لهستان گروه‌ها و سازمان‌های متعددی که خود را ادامه دهنده راه انجمن تفنگداران می‌دانستند تشکیل گشت که بخش بزرگی از آن‌ها بر اساس اعلامیه‌ای در ۱۵ ژوئیه ۲۰۰۹ اعلام نمودند که همکاری مشترک را آغاز خواهند کرد.